# FK Lokomotiva Brčko
Fudbalski klub Lokomotiva Brčko (FK Lokomotiva; Lokomotiva; Lokomotiva Brčko, srpski ФК Лoкoмoтивa Бpчкo) je nogometni klub iz Brčkog, Distrikt Brčko, Bosna i Hercegovina. 
 
U sezoni 2019./20. klub se natječe u  "Područnoj ligi Posavina – skupina Zapad", ligi petog stupnja nogometnog prvenstva Bosne i Hercegovine. 
 
Klupska boja je narančasta.

## O klubu
FK "Lokomotiva" je osnovana 1948. godine od strane Sindikata željezničkih radnika Brčko, a kao glavni osnivači se spominju Aleksandar Aco Klinovski i Ethem Žilić. U početku je klub igrao prijateljske utakmice, a od 1950. godine se uključuje u ligaška natjecanja, igrajući u ligama podsaveza sa sjedištima u Tuzli i Brčkome. "Lokomotiva" nije imala svoje igralište te je koristila gradski stadion "Sedmi april". Odlukom gradskih vlasti na završetku sezone 1958./59. "Lokomotiva" je spojena s glavnim gradskim klubom "Jedinstvom", ali se ubrzo klub obnavlja pod nazivom "Ekspres", a 1960. godine vraća naziv "Lokomotiva". Na stadionu "Sedmi april" klub je igrao do 1968. godine. 
   
Početkom 1970.-ih klub igra u "Bosanskoj-sjevernoistočnoj zoni", a od sezone 1975./76. je član "Republičke lige BiH", u kojoj nastupa do sezone 1988./89., a potom igra u "Regionalnoj ligi BiH – Sjever".  

1992. godine izbija rat u BiH, koji je intenzivan na području Brčkog i Bosanske Posavine, te sami grad ostaje pod srpskom kontrolom. Klub za trajanja ratnih sukoba ne djeluje. Završetkom rata i smirivanjem situacije klub nanovo počinje s radom, ali sa srpskim vodstvom, te se priključuje natjecanjima u organizaciji "Fudbalskog saveza Republike Srpske". Klub se natjecao u ligama područnih saveza iz Doboja i Bijeljine, kao "Regionalna liga POR Doboj", "Treća liga SMB". Od sezone 2002./03. "Lokomotiva" je član "Druge lige Republike Srpske" (skupine "Centar" i "Istok"). U sezoni 2004./05. klub je bio članom "Prve lige RS". U "Drugoj ligi RS" klub igra do sezone 2015./16., potom ispada u "Regionalnu ligu RS – Istok" u kojoj igra sljedeće tri sezone, te je od sezone 2019./20. član "Područne lige Posavina – Zapad".

## Uspjesi

### Do 1992.
Podsavezna liga Brčko
- prvak: 1959./60.

### Nakon 1995.
Druga liga Republike Srpske
- prvak: 2003./04. (Centar)

Treća liga RS – SMB
- prvak: 2001./02.

## Unutrašnje poveznice
- Brčko

## Vanjske poveznice
- fklokomotiva.com, wayback arhiva
- FK Lokomotiva Brčko, facebook stranica
- sportdc.net, Lokomotiva
- srbijasport.net, Lokomotiva
- posavinasport.com, Lokomotiva (Brčko)  Arhivirana inačica izvorne stranice od 23. rujna 2019. (Wayback Machine)
- transfermarkt.com, FK Lokomotiva Brcko